# Growl (software)
Growl es un sistema de notificación para el sistema operativo Mac OS X.

## Características
Las aplicaciones pueden utilizar Growl para mostrar pequeñas notificaciones sobre los eventos que el usuario considere importantes de forma coherente. Esto permite a los usuarios controlar totalmente sus notificaciones y a los desarrolladores de aplicaciones ahorrar tiempo en la creación de las notificaciones y concentrarse en la utilidad de las notificaciones.

## Instalación y uso
Growl se instala como una preferencia de Mac OS X en Preferencias del Sistema. Este panel habilita y deshabilita las notificaciones del Growl para ciertas aplicaciones totalmente, o seleccionar las notificaciones específicas para cada aplicación.
- Datos: Q1346058
- Multimedia: Growl (software) / Q1346058